# Wiehagen (Hückeswagen)
Wiehagen ist ein Ortsteil von Hückeswagen im Oberbergischen Kreis im Regierungsbezirk Köln in Nordrhein-Westfalen (Deutschland).

## Geschichte
1468 wurde der Ort das erste Mal urkundlich erwähnt: Ein Claus von Wyehain wird in einer „Bestätigung des Kölner Rates für die Zunft der Barbiere“ genannt. Die Schreibweise der Erstnennung lautet somit Wyehain.
Im 18. Jahrhundert gehörte der Ort zum bergischen Amt Bornefeld-Hückeswagen. 1815/16 lebten 50 Einwohner im Ort. 1832 gehörte Wiehagen der Großen Honschaft an, die ein Teil der Hückeswagener Außenbürgerschaft innerhalb der Bürgermeisterei Hückeswagen war. Der laut der Statistik und Topographie des Regierungsbezirks Düsseldorf als Weiler kategorisierte Ort besaß zu dieser Zeit 14 Wohnhäuser und 26 landwirtschaftliche Gebäude. Zu dieser Zeit lebten 118 Einwohner im Ort, 24 katholischen und 94 evangelischen Glaubens.
Im Gemeindelexikon für die Provinz Rheinland werden für 1885 elf Wohnhäuser mit 176 Einwohnern angegeben. Der Ort gehörte zu dieser Zeit zur Landgemeinde Neuhückeswagen innerhalb des Kreises Lennep. 1895 besitzt der Ort zehn Wohnhäuser mit 146 Einwohnern, 1905 zwölf Wohnhäuser und 105 Einwohner.
Die früher eigenständigen Wohnplätze Wiehagerhöhe und Raspenhaus sind in den 1960er Jahren in Wiehagen aufgangen.

## Lage und Verkehrsanbindung
Wiehagen ist ein größerer Ortsteil im Westen des Hückeswagener Hauptorts. Die Kreisstraße K3 durchläuft Wiehagen auf kompletter Länge. Im Westen Wiehagens befindet sich das Gewerbe- und Industriegebiet West 1.

## Politik und Gesellschaft

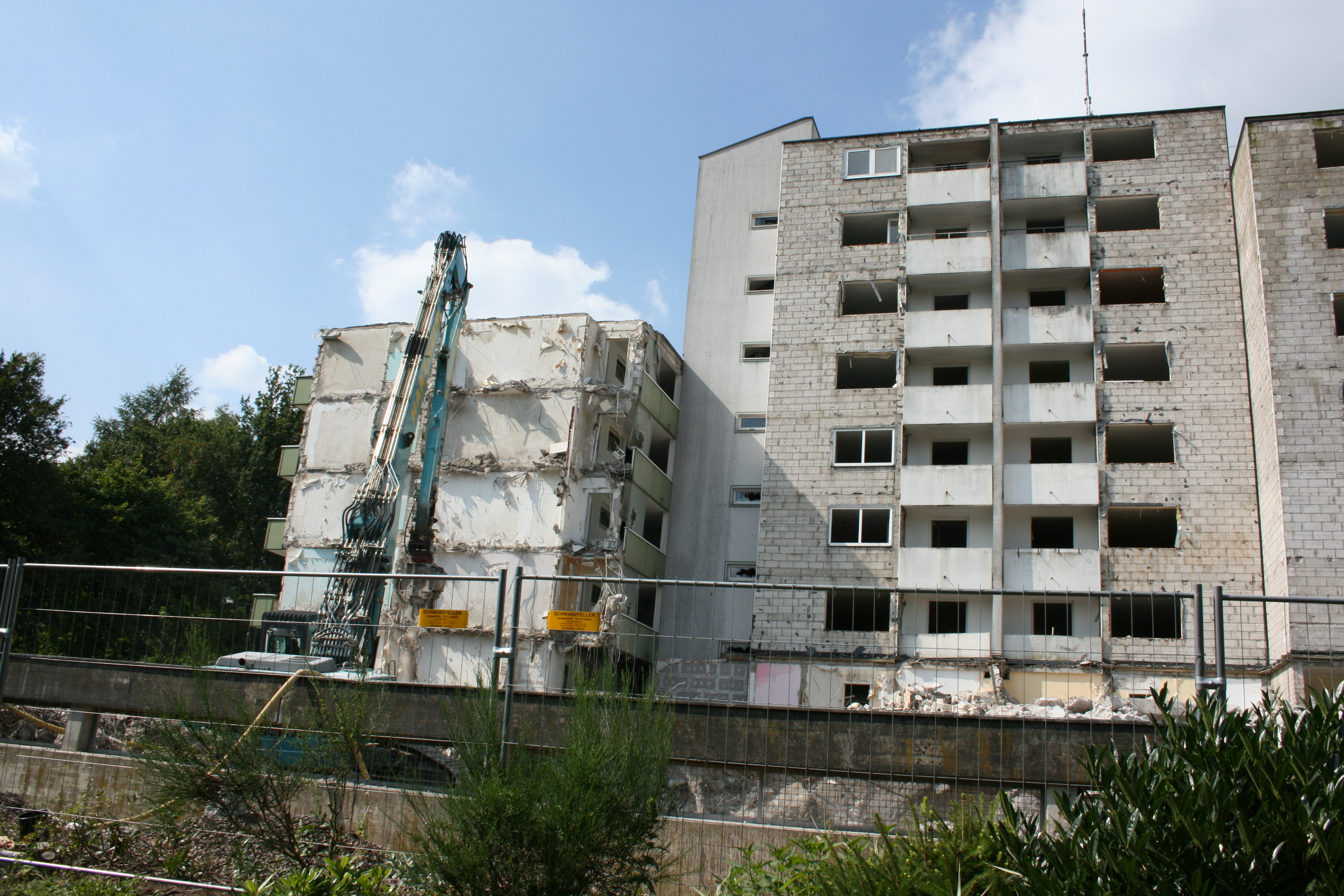
Abriss eines für Wiehagen typischen Hochhauses am 4. August 2009

Wiehagen besitzt eine gemischte Besiedelungs- und Bevölkerungsstruktur. Wohnbebauung mit Einfamilienhäusern prägen die westlichen, nördlichen und südlichen Bereiche des Ortsteils, während der mittlere und östliche Bereich mit mehrstöckigen Mehrfamilienhäusern bebaut ist. Wiehagen gilt in Teilen als sozialer Brennpunkt der Stadt Hückeswagen. Um das Wohnumfeld zu verbessern, plant die Wohnungsbaugenossenschaft GBS den Abriss weiterer Hochhäuser, die nach eigenen Angaben eine „problematische Vermietbarkeit im Hinblick auf ihre Lage und die Gebäudestruktur“ haben. Beklagt wird zudem das Fehlen eines ganzheitlichen Konzeptes für die Entwicklung der Infrastruktur. So wird in Teilbereichen der Wohnwert von den Bewohnern als zufriedenstellend eingestuft, gleichzeitig beklagen sie jedoch die unangepasste Bebauung mit Hochhäusern.
Zwei Lebensmittelmärkte stellen die Grundversorgung sicher. Zwei Kindergärten und eine Gemeinschaftsgrundschule decken die pädagogischen Einrichtungen ab. Freizeitbeschäftigungen finden in der nahegelegenen Innenstadt statt. Viele Jugendliche Wiehagens nutzen auch die Freizeitangebote in dem Stadtteil Scheideweg, in dem unter anderem auch ein Tartanplatz zum Fußball oder Basketballspielen genutzt werden kann. Für die Senioren des Ortsteils bietet die Katholische Pfarrgemeinde St. Katharina einen Seniorenclub an.
Spirituelles Leben findet unter anderem in der Katholischen Pfarrgemeinde statt. Sie betreibt dort ein Gemeindezentrum, die Gottesdienst finden in der Kirche St. Katharina statt. Neben der katholischen Kirche ist auch die evangelische Kirchengemeinde in Wiehagen mit dem Café Kiwie (Kirche auf Wiehagen) vertreten. Hier finden regelmäßige Freizeitangebote für Kinder, Jugendliche und Erwachsene statt. Einmal im Jahr richtet die Gefährdetenhilfe Scheideweg die mehrtägige Freizeitaktion Wiehagen in Action aus. Ziel ist es, neben dem Cafe Kiwie und eine Anlaufstelle am Brunnenweg ein regelmäßiges Angebot zu schaffen.

## Wander- und Radwege
Folgende Wanderwege führen durch den Ort:
- Der Hückeswagener Rundweg O